# Хакка кинески
Хакка (кин. 客家语, пин. Kèjiāyǔ), такође познат и као хакка кинески је група повезаних кинеских дијалеката
 који се говоре широм јужне Кине и Тајвана. Овај језик може да се чује и у неким деловима источне и југоисточне Азије. 
Због чињенице да се употребљава у изолованим регионима, где је комуникација због неприступачности ограничена, развило се неколико верзија и дијалеката овог језика. Прича се у различитим провинцијама, као што су: Гуангдунг, Гуангси, Хајнан, Фуђен, Сичуан, Хунан, Ђиангси и Гуејџоу. Осим ових провинција, прича се још на Тајвану, у Сингапуру и Индонезији. Разумевање између хакка кинеског и осталих верзија кинеског језика, као што су мандарински, ву, јуе итд., је тешко успоставити. Неки дијалекти унутар хакка групе су се појединачно развијали, па је и између њих тешко постићи разумевање. Јако је сличан ган кинеском језику, па га неки чак сматрају и подврстом овог језика. Неке верзије севернијег хакка језика имају сличности са јужнијим верзијама ган језика, због чега су научници и дошли до таквог закључка. Други сматрају да су сличности које постоје међу њима последица области у којој се ови народи налазе.
На Тајвану изузетно мала група људи прича хакка кинески, али се и поред тога сматра центром за очување и проучавање овог језика. Постоје разлике у изговору код тајванског хакка језика и хакка језика који се говори у остатку Кине. Чак и на Тајвану, где употреба овог језика није велика, постоје две верзије. 
Меисиан дијалекат (кин. 梅州话, пин. Méizhōuhuà), познат и као моијен дијалекат, који се прича на североистоку Гуангдунга, уједно се сматра и стандардним дијалектом овог језика. Гуангдунгски одсек за образовање званично је створио романизовану верзију моијена 1960. године. 

## Етимологија
Реч хакка дословно значи „гост“ или „породица гостију“. Хак, на мандаринском Kè, значи „гост“, док ка, на мандаринском jiā, значи „породица“. Припадници овог народа свој језик зову хак-ка-фа или хак-фа. Неки га ословљавају и са нгаи-фа, што значи „мој/наш језик“. 

## Историја

### Рана историја
Сматра се да је Хакка народ мигрирао са севера Кине на југ Кине крајем владавине династије Западни Ђин. Узрок су били рат и немири унутар државе. Преци су на југ стигли из провинција Хунан и Шанси, одакле су са собом понели говор карактеристичан за те пределе. У њима се данас говори мандарински кинески. У данашњем хакка језику постоји много карактеристика архаичне верзије овог језика. На пример, завршни сугласници -п, -т и -к који се не јављају у мандаринском кинеском, су у овој верзији присутни.
Лоран Сагарт (2002) сматра да су хакка језик и јужни ган кинески у сродству и да је њихов заједнички предак прото-јужни ган језик. Њиме се говорило у Ђиангсију током владавине династије Сунг. Денг (1999) је уочио сличност између хакка језика, тај-кадајских језика и хмонг-мијен језика.
Због миграција, хакка језик има пуно одлика других језика. На пример, постоји сличност у вокабулару код хакка језика, мин кинеског и ше језика (спада у групу хмонг-мијен језика). 

#### Лингвистички напредак
У хакка језику, као и у већини сино-тибетанских језика, је дошло до промена у изговору, а то је проуроковано променом фонема. На пример: 
- Карактери као 武 (рат, борилачке вештине) и 屋 (соба, кућа) су се у старокинеском изговарали као mwio и uk (Вилијам Х. Бакстер). У кантонском се овакав изговор још увек користи (武 mou5, 屋 uk1), док је у мандаринском додата фонема [в], па се ове речи изговарају као 武 wǔ и 屋 wū.
- Старокинеска фонема /ɲ/, која се јавља у речима 人 (човек, људи) и 日 (сунце, дан) је још увек заступљена у хакка језику, док је дошло до промене у мандаринском и кантонском (у мандаринском се изговарају као 人 rén, 日 rì, а у кантонском као 人 yan4, 日 yat6).

## Дијалекти
Хакка има дијалеката колико у тој области има округа. Неки дијалекти се толико разликују да мештани нису у стању да се међусобно разумеју.  Окрузи који се ту налазе су Пингјуен, Дабу, Ђиаолинг, Сингнинг, Вуху и Фенгшун. Сваки округ има специфичну фонетичку карактеристику. На пример, у Сингнингу је дошло до претварања [-м] и [-п] у [-н] и [-т]. Поред тога, дијалекат у Хонг Конгу нема медијално [-у], због чега се карактер 光 изговара као [kɔŋ˧], за разлику од меисиан дијалекта по коме се овај карактер чита као [kwɔŋ˦]. 
Тонови се исто разликују. Већина дијалеката има шест тонова, али међу осталим дијалектима постоје они који су изгубили своје почетне тонове (rusheng). Речи које су се изговарале у овом тону су сада сврстане у групу оних које тај тон немају. Пример оваквог дијалекта је Чангтинг, који је заступљен у Фуђен провинцији. У неким дијалектима су научници приметили трагове старијег тоналног система. Дијалекти Хаифенг и Луфенг, који се причају у провинцији Гуангдунг, имају укупно седам тонова. 
На Тајвану, две највеће дијалекатске групе су Сисиан и Хаилу. Већина људи која говори хакка језик на Тајвану је пореклом из ове две регије. Једна одлика ових дијалеката, свих осим Сисиан и Дабу дијалеката, која се не јавља у другим групама јесте присуство ових сугласника ([tʃ], [tʃʰ], [ʃ] and [ʒ]).
Главна подела дијалеката је следећа:
- Хуиџоу дијалекат
- Меисиан дијалекат
- Вуху дијалекат
- Сингнинг дијалекат
- Пингјуен дијалекат
- Ђиаолинг дијалекат
- Дабу дијалекат
- Фенгшун дијалекат
- Хаилу дијалекат
- Сисиан дијалекат
- Раопинг дијалекат (познат и као Шанграо)[6]
- Џаоан дијалекат

## Вокабулар
Задржао је велики број једносложних речи, које потичу из старокинеског језика. Препознавање и груписање вишесложних речи се врши употребом тонова и финалних сугласника. 
| Карактери | Изговор  | Значење     |
| --------- | -------- | ----------- |
| 人        | [ŋin˩]   | човек, људи |
| 碗        | [ʋɔn˧˩]  | чинија      |
| 狗        | [kɛu˧˩]  | пас         |
| 牛        | [ŋiu˩]   | крава       |
| 屋        | [ʋuk˩]   | кућа        |
| 嘴        | [tsɔi˥˧] | уста        |
| 𠊎        | [ŋai˩]   | ја          |
| 渠 или 𠍲 | [ki˩]    | он/она/оно  |

| Карактери | Изговор       | Значење |
| --------- | ------------- | ------- |
| 日頭      | [ŋit˩ tʰɛu˩]  | сунце   |
| 月光      | [ŋiɛt˥ kʷɔŋ˦] | месец   |
| 屋下      | [ʋuk˩ kʰa˦]   | дом     |
| 電話      | [tʰiɛn˥ ʋa˥˧] | телефон |
| 學堂      | [hɔk˥ tʰɔŋ˩]  | школа   |
| 筷子      | [kai zi˩]     | штапићи |